# Sławjanin
Sławjanin (bułg. Славянин) – wieś w południowej Bułgarii, w obwodzie Stara Zagora, w gminie Bratja Daskałowi. Według danych Narodowego Instytutu Statystycznego, 31 grudnia 2011 roku wieś liczyła 36 mieszkańców. Dawniej nazywała się Machmutłare.